# Vena iliaca interna
Die Vena iliaca interna (veraltet: Vena hypogastrica) ist eine Vene des Unterbauchs. Sie nimmt die Venen der Beckenorgane und der umliegenden Rumpfwand, wie der Damm- und der Gesäßregion, auf. Eine Besonderheit der Vena iliaca interna ist, dass sie keine Venenklappen besitzt.

## Verlauf

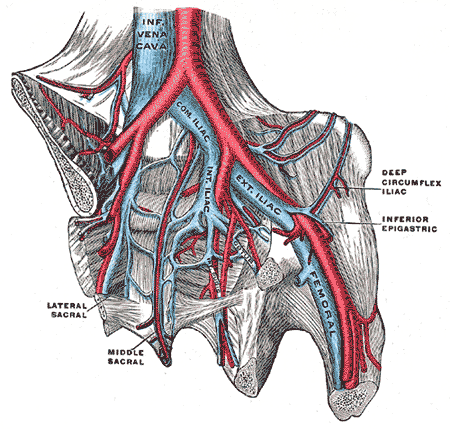
Lage der Vena iliaca interna

Die Vena iliaca interna ist beim Menschen circa 4 cm lang und zieht, zusammen mit der gleichnamigen Arterie, vom Foramen ischiadicum majus aufwärts in die Vena iliaca communis, vor dem Iliosakralgelenk, in die sie zusammen mit der Vena iliaca externa mündet.

## Zuflüsse
Von der Rumpfwand münden in die Vena iliaca interna die:
- Vena glutaea superior (Begleitvene der Arteria glutaea superior)
- Vena glutaea inferior (Begleitvene der Arteria glutaea inferior)
- Vena obturatoria (Begleitvene der Arteria obturatoria)
- Venae sacrales laterales (seitliche Kreuzvenen) und die
- Vena pudenda interna (Begleitvene der Arteria pudenda interna).

Zuflüsse von den Beckenorganen erhält die Vena iliaca interna über die:
- Venae vesicales (Harnblasenvenen)
- Vena uterina (Gebärmuttervene) und die
- Vena rectalis media (mittlere Mastdarmvene).

### Plexus venosi
Die Venen der Beckenorgane bilden um die jeweiligen Organe engmaschige Geflechte aus, die miteinander kommunizieren und so mehrere Abflusswege ermöglichen. Diese sogenannten Plexus venosi haben die Funktion schwellfähiger Polster, die sich dem wechselnden Füllungszustand des jeweiligen Organs anpassen können. Wichtige venöse Plexus sind:
- Plexus venosus rectalis: dieser umhüllt den Mastdarm und bildet auch die in den Columnae anales liegenden Schlingen des Plexus haemorrhoidalis. Er hat sowohl Abflüsse zur Vena cava inferior als auch zur Pfortader (→ Portokavale Anastomose). Durch diese anatomischen Besonderheiten hat der Plexus venosus rectalis eine erhebliche klinisch-praktische Bedeutung für die Pathogenese des Hämorrhoidalleidens sowie bei der Metastasierung und Lokalisation von Kolorektalkarzinome.
- Plexus venosus vesicalis
- Plexus prostaticus (♂): dieser neigt bei längerer Bettlägerigkeit zu Thrombosierungen und dadurch zu einer erhöhten Gefahr einer Embolie[1]
- Plexus venosus uterinus (♀)
- Plexus venosus vaginalis (♀)
- Plexus venosus sacralis